# 洼湖
洼湖是一个位于中国宁夏回族自治区贺兰县的湖泊，面积约为5平方千米。